# 郑始容
郑始容（479年—564年2月14日），荥阳郡开封县（今河南省开封市）人，出自荥阳郑氏北祖第二房，广陵王元羽嫡妻，节闵帝元恭嫡母。

## 生平
太和十八年（494年）之前，魏孝文帝元宏将郑始容赐婚给四弟广陵王元羽，元羽之前婚娶的王氏被降低为媵妾。元羽的庶子元恭虽非郑始容亲生，但事俸郑始容非常孝顺。
普泰元年（531年），元恭继位为皇帝后，多次通过家人传话给郑始容，想尊她为皇太后。李晖仪认为朝廷中决断疑难，考虑到可能会被猜忌，苦苦的劝诲郑始容不接受元恭的命令。郑始容也认识到福兮祸所伏，坚决不同意元恭的意思，元恭因此尊郑始容为上太妃。次年元恭被杀，郑平城一家没有收到牵连，郑始容因为非常悲痛，不久就出家了。北齐河清三年岁在甲申正月庚申□□丙子日（564年2月14日），郑始容在寺庙中去世，虚岁八十六，廿二十日己卯（564年2月17日）安葬于邺城西南柏柱地。其墓志全名《魏故司空广陵惠王元羽妻郑太妃之铭》，砖质，小楷墨迹，共二十一行，2004年发现于河北临漳汉魏邺城故地，2005年时为正定刘秀峰收藏。

## 家庭

### 祖父
- 郑小白，北魏中书博士[10]

### 父母
- 郑平城，北魏南青州刺史[10]
- 李晖仪，出自陇西李氏姑臧房，龙骧将军、荥阳郡太守、姑臧穆侯李承之女

### 弟妹
- 长弟 郑伯猷，骠骑大将军、护军将军、南青州刺史、武城子[10]
- 次弟 郑仲衡，征虏将军、平原郡太守[10]
- 三弟 郑輯之，金紫光祿大夫，东济北郡太守、肥城戍主、成皋男[10]
- 四弟 郑怀考，征虏将军、河间郡太守、仁州刺史[10]
- 二妹 嫁范阳卢□[10]
- 三妹 嫁陇西李瑍[10]
- 四妹 嫁清河张[10]